# Liste der Monuments historiques in Crisolles
Die Liste der Monuments historiques in Crisolles führt die Monuments historiques in der französischen Gemeinde Crisolles auf.

## Liste der Objekte
| Bezeichnung                           | Beschreibung          | Standort              | Kennzeichnung | Schutzstatus | Datum | Bild |
| ------------------------------------- | --------------------- | --------------------- | ------------- | ------------ | ----- | ---- |
| Glocke (zerstört im Ersten Weltkrieg) | Bronze, 1753 gegossen | in der Kirche St-Eloi | PM60000691    | Classé       | 1913  |      |